# San Pedro de Ibarra
San Pedro de Ibarra es una localidad del estado mexicano de Guanajuato. Es parte del municipio de Ocampo.

## Toponimia
El nombre «San Pedro» hace referencia al santo patrono de la localidad: Pedro el Apóstol.

## Demografía
| Gráfica de evolución demográfica |
|                                  |

| Censo | Población |
| ----- | --------- |
| 1900  | 775       |
| 1910  | 784       |
| 1921  | 785       |
| 1930  | 916       |
| 1940  | 931       |
| 1950  | 1 095     |
| 1960  | 823       |
| 1970  | 1 030     |
| 1980  | 925       |
| 1990  | 786       |
| 2000  | 722       |
| 2010  | 1 164     |
| 2020  | 1 254     |